# Pseudogyrtona hypenina
Pseudogyrtona hypenina är en fjärilsart som beskrevs av Rothschild 1916. Pseudogyrtona hypenina ingår i släktet Pseudogyrtona och familjen nattflyn. Inga underarter finns listade.